# Van Stapele Koekmakerij
Van Stapele Koekmakerij is een koekwinkel in Amsterdam, gespecialiseerd in chocoladekoeken.

## Geschiedenis
Van Stapele Koekmakerij werd opgericht door Vera van Stapele. Het idee voor de koekenwinkel ontstond in februari 2013, toen Van Stapele in haar keuken experimenteerde met recepten en het kenmerkende koekje creëerde: een donkere chocoladekoek met een romige witte chocoladevulling. De winkel opende officieel zijn deuren op 1 december 2013 in de Heisteeg in Amsterdam.

### Populariteit
De koeken werden snel populair, wat leidde tot lange wachtrijen voor de kleine winkel. De winkel verhuisde eind april 2024 naar een grotere locatie aan het Rokin om aan de groeiende vraag te voldoen en de wachttijden te verminderen. Op de nieuwe locatie worden in 2024 dagelijks gemiddeld 6500 koeken verkocht. De winkel sluit zodra de koeken uitverkocht zijn. Koeken die niet verkocht worden, worden geschonken aan daklozenopvang De Regenboog Groep.
De locatie aan het Rokin biedt meer ruimte voor zowel de productie als de verkoop van de koeken. Het interieur van de winkel is ontworpen met een thematische uitstraling, wat bijdraagt aan de beleving voor de klanten. De winkel heeft een glazen wand waardoor klanten het bakproces kunnen zien en een grabbelkast voor kinderen die een muntje krijgen bij de kassa.